# Cuatro scull

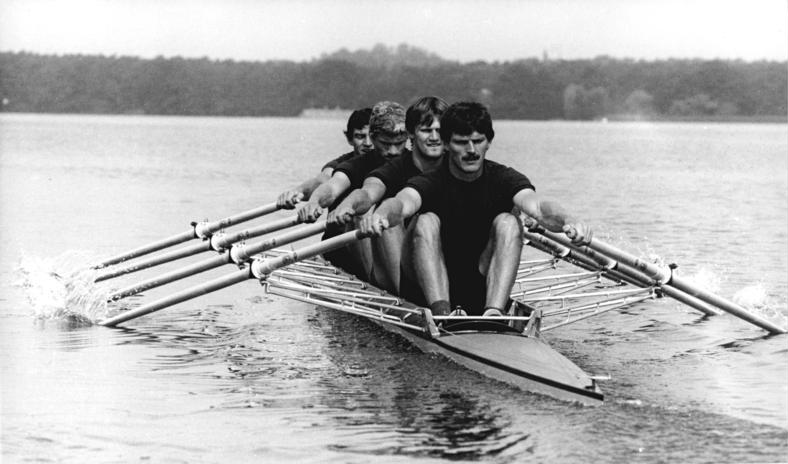
Cuatro scull de la República Democrática Alemana en 1982

Icono del cuatro scull (4x)

Un cuatro scull o cuádruple scull, simbolizado como 4x, es un tipo de bote de competición de remo.  Está diseñado para cuatro personas que propulsan la embarcación usando dos remos cada una (uno en cada mano), lo que se llama remar en couple o en pareja.
Como el resto de embarcaciones de competición de remo, se trata de un bote largo y fino, con una sección en forma semicircular con el objetivo de reducir al máximo el arrastre debido al rozamiento con el agua. Normalmente tienen una orza cerca de la popa, para reducir el balanceo y guiñada. Originalmente, el casco de la embarcación estaba hecho de madera pero actualmente, cada vez más, se usa un material compuesto como puede el plástico reforzado con fibra de carbono, debido a sus ventajas en cuanto fuerza/peso. Los portantes transmiten la fuerza aplicada a través de los remos hacia el cuerpo de la embarcación, en el caso de barcos en couple, de manera simétrica a ambos lados del bote.
El cuatro scull es una de las clases reconocidas por la Federación Internacional de Remo y una de las modalidades incluidas en los Juegos Olímpicos. En contraste a la modalidad del dos sin timonel o dos con timonel, en las cuales, la distribución de fuerzas en los portantes se realiza de forma alternativa a cada banda, las distribución simétrica en las modalidades de couple resulta más eficiente, por lo cual, el doble scull es, en general, ligeramente más rápido que el dos sin y bastante más que el dos con timonel por tener este el peso adicional del timonel.